# Jean-Charles Taugourdeau
Pour les articles homonymes, voir Taugourdeau.
Jean-Charles Taugourdeau, né le 17 juillet 1953 à Dreux (Eure-et-Loir), est un homme politique français.

## Biographie
Jean-Charles Taugourdeau est le fils de Martial Taugourdeau (1926-2001), ancien sénateur et président du conseil général d'Eure-et-Loir (1986-2001).
Il est maire de Beaufort-en-Vallée de février 1991 (à la suite de la mort de son prédécesseur Roger Serreau) à décembre 2015, puis de Beaufort-en-Anjou de janvier 2016 à juillet 2017 (démission pour cause de cumul des mandats).
Il est élu député le 16 juin 2002, pour la XIIe législature (2002-2007), dans la troisième circonscription de Maine-et-Loire. Il fait partie du groupe Union pour un mouvement populaire (UMP), qui deviendra ultérieurement Les Républicains.
Il est réélu député en juin 2007 et en juin 2012. Il est depuis membre de la commission des affaires économiques.
Lors des débats concernant le projet de loi sur la transparence de la vie publique, en 2013, il présente 120 000 amendements pour dénoncer la distinction de traitement entre les maires suivant leur nombre d'administrés. Qualifiée de « farfelue » par la gauche et d'« individuelle » par la droite, cette initiative a suscité un intérêt médiatique,,,.
Il soutient Jean-François Copé pour la primaire présidentielle des Républicains de 2016.
Jean-Charles Taugourdeau est réélu député de la troisième circonscription de Maine-et-Loire en juin 2017, avec 51,88 % des voix au second tour face à une candidate La République en marche,. Le 27 juin 2017, il est candidat à la présidence de l'Assemblée nationale ; il recueille 94 voix et est battu dès le premier tour par François de Rugy.
En décembre 2019, à l'Assemblée nationale, lors des questions au gouvernement, il déclare : « Tous ceux qui travaillent n’en peuvent plus de la multitude des normes édictées au nom du développement durable et du prétendu réchauffement climatique »,. Il confirme ses positions climato-sceptiques dans une interview sur la chaîne parlementaire LCP 
Il parraine Laurent Wauquiez pour le congrès des Républicains de 2017, scrutin lors duquel est élu le président du parti.
Il est réélu maire de Beaufort-en-Anjou le 3 juillet 2020 et quitte l’Assemblée nationale. Sa suppléante Élisabeth Marquet ayant démissionné de son mandat de députée lors de son accession à cette fonction pour demeurer maire de Jarzé Villages, son siège se retrouve vacant et donne lieu à une élection législative partielle. Elue le 27 septembre 2020, Anne-Laure Blin, une de ses anciennes collaboratrices parlementaires, lui succède. Après des élections en cours de mandat, sa liste est battue le 22 janvier 2023 et il quitte donc le poste de maire de Beaufort-en-Anjou. Il est remplacé par Alain Dozias.

## Activités professionnelles
Jean-Charles Taugourdeau a créé une entreprise horticole de production de plants potagers et aromatiques en 1981, qui est devenue la SAS JCT Plants en 2006. Il a transmis cette entreprise, sujette à des difficultés financières, à Fleuron d'Anjou, une coopérative locale, le 30 novembre 2010,. Il a accompagné son entreprise jusqu'en juin 2011. Par la suite, il ne put pas créer de société de conseil en production et en distribution de plants potagers, le conseil constitutionnel ayant décidé qu'il pourrait y avoir conflit d'intérêts avec son activité de parlementaire (journal officiel du 14 juillet 2011).

## Détail des fonctions et des mandats

### Mandats locaux
- 20 mars 1989 - 21 février 1991 : conseiller municipal de Beaufort-en-Vallée
- 22 février 1991 - 31 décembre 2015 : maire de Beaufort-en-Vallée
- 1er janvier 2016 - 10 juillet 2017 : maire de Beaufort-en-Anjou
- 3 juillet 2020 - 28 janvier 2023 : maire de Beaufort-en-Anjou
- 11 avril 2001 - mars 2014 : président de la communauté de communes de Beaufort-en-Anjou
- 14 avril 1991 - 5 juillet 2002 : conseiller général du canton de Beaufort-en-Vallée

### Mandats parlementaires
- 19 juin 2002 - 31 juillet 2020 : député de la 3e circonscription de Maine-et-Loire